# Garibaldi-Lagunilla (métro de Mexico)
Pour les articles homonymes, voir Garibaldi (homonymie) et Lagunilla.
Métro Garibaldi, également connue sous le nom de Garibaldi-Lagunilla, est une station du métro de Mexico,,.C'est une station de correspondance car elle est desservie à la fois par les lignes 8 et B. C'est le terminus nord de la ligne 8,.

## La station
Métro Garibaldi se situe à la périphérie nord du centre historique de Mexico. Elle permet de sortir à Colonia Guerrero ou à Colonia Morelos. Le logo de la station représente une guitare et un sarape.
La Plaza Garibaldi, la grande place située à proximité, nommée en l'honneur du fils du héros italien Giuseppe Garibaldi, est célèbre pour les nombreux groupes de musiciens Mariachi qui s'y rassemblent et pour le grand nombre de visiteurs qui viennent y manger, y boire et y écouter la musique dans les bars proches.
Le premier quai de la ligne 8 de la station Métro Garibaldi fut ouvert aux passagers en juillet 1994 et la connexion à la ligne B en décembre 1999.
Il existe des projets de prolongement de la ligne 8 vers le nord à partir de cette station vers la station de Métro Indios Verdes.

## Galerie de photographies

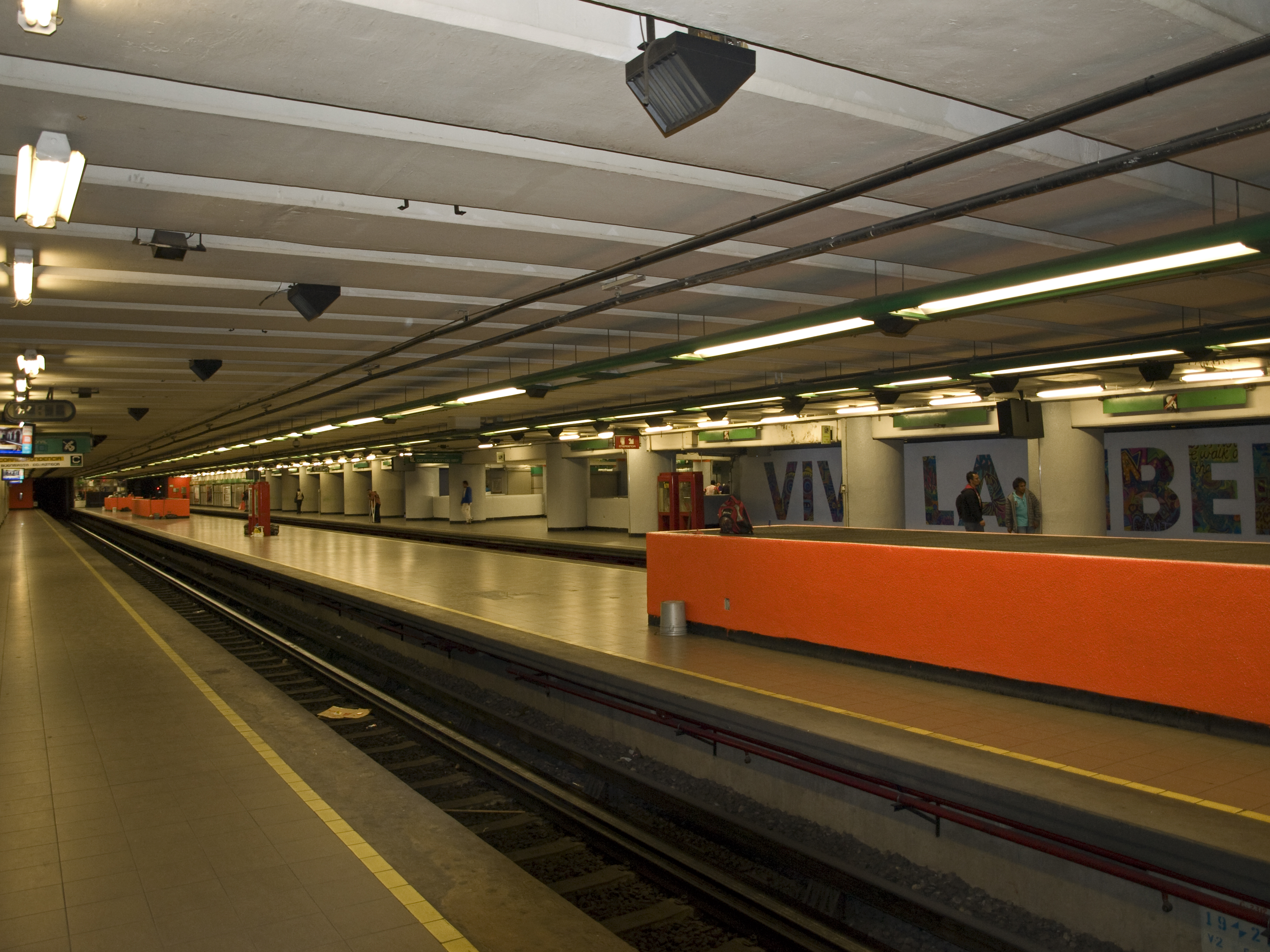
Les quais de la ligne 8.
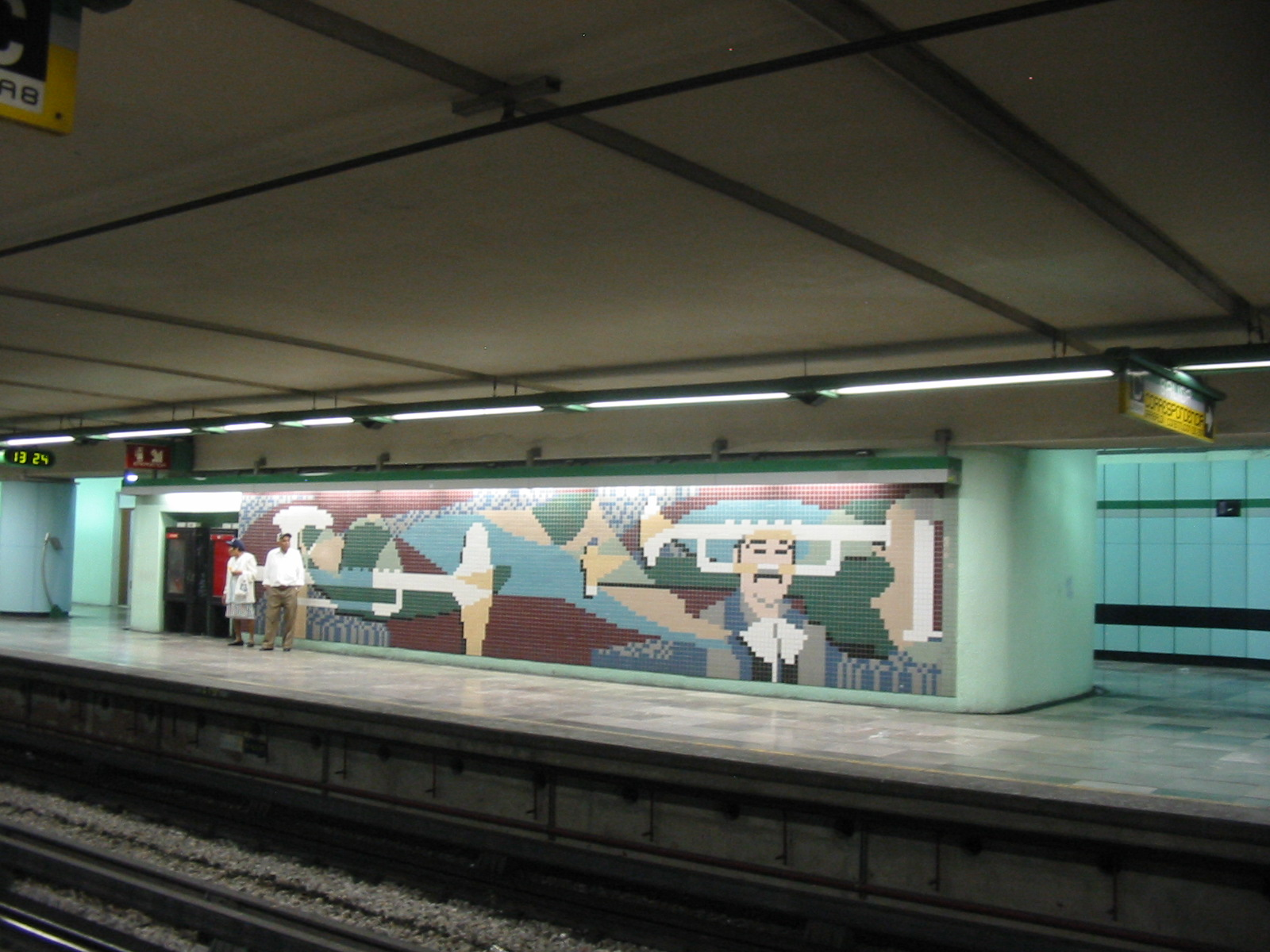
Les quais de la ligne B.